# Radomir
Radomir (Bulgaars: Радомир) is een stad en een gemeente in Bulgarije met respectievelijk 12.000 en 17.000 inwoners (2021). De stad ligt in de  oblast Pernik op 764 meter hoogte. De voetbalclub FK Strusmka Slava Radomir komt uit deze stad.

## Geografie
De gemeente Radomir ligt in het zuidoostelijke deel van de regio Pernik. Een deel van zijn grondgebied in het westen valt in de historisch-geografische regio Kraisjte.  Met een oppervlakte van 540,488 vierkante kilometer is het de tweede van de 6 gemeenten van het district, oftewel 22,57% van het grondgebied.
- in het westen - de gemeente Zemen en de gemeente Kovatsjevtsi;
- in het noorden en noordoosten - de gemeente Pernik;
- in het oosten - gemeente Samokov, oblast Sofia;
- in het zuiden - gemeente Doepnitsa en gemeente Bobov Dol, oblast Kjoestendil;
- in het zuidwesten - gemeente Kjoestendil, oblast Kjoestendil.

Breznik - Kovatsjevtsi - Pernik - Radomir - Tran - Zemen